# إينفيلد (مين)
إينفيلد (بالإنجليزية: Enfield, Maine)‏ هي بلدة أمريكية تقع في الولايات المتحدة في مقاطعة بينوبسكوت (مين). يقدر عدد سكانها بـ 1,607 نسمة ومساحتها 85.47 كم2 و وترتفع عن سطح البحر 70 متر.

## التركيبة السكانية
قام مكتب تعداد الولايات المتحدة بتحديد بيانات التركيبة السكانية لإينفيلد في تعداد الولايات المتحدة. في ما يلي، التركيبة السكانية حسب تعدادي 2000 و2010.

### تعداد عام 2000
بلغ عدد سكان إينفيلد 1,616 نسمة بحسب تعداد عام 2000، وبلغ عدد الأسر 612 أسرة وعدد العائلات 463 عائلة مقيمة في البلدة. في حين سجلت الكثافة السكانية 58.0 نسمة لكل ميل مربع (22.4/كم2). وبلغ عدد الوحدات السكنية 888 وحدة بمتوسط كثافة قدره 31.8 نسمة لكل ميل مربع (12.3/كم2).
وتوزع التركيب العرقي للبلدة بنسبة 98.76% من البيض و 0.19% من الأمريكيين الأصليين و 0.06% من الأمريكيين ذوي الأصول الآسيوية و 0.06% من الأمريكيين الأفارقة و 0.93% من عرقين مختلطين أو أكثر.
بلغ عدد الأسر 612 أسرة كانت نسبة 34.0% منها لديها أطفال تحت سن الثامنة عشر تعيش معهم، وبلغت نسبة الأزواج القاطنين مع بعضهم البعض 66.2% من أصل المجموع الكلي للأسر، ونسبة 5.9% من الأسر كان لديها معيلات من الإناث دون وجود شريك، وكانت نسبة 24.2% من غير العائلات. تألفت نسبة 18.6% من أصل جميع الأسر من أفراد ونسبة 9.2% كانوا يعيش معهم شخص وحيد يبلغ من العمر 65 عاماً فما فوق. وبلغ متوسط حجم الأسرة المعيشية 3.00، أما متوسط حجم العائلات فبلغ 2.64.
بلغ العمر الوسطي للسكان 38 عاماً. وكانت نسبة 26.4% من القاطنين تحت سن الثامنة عشر، وكانت نسبة 6.6% بين الثامنة عشر والأربعة وعشرون عاماً، ونسبة 29.5% كانت واقعةً في الفئة العمرية ما بين الخامسة والعشرون حتى والأربعة وأربعون عاماً، ونسبة 25.2% كانت ما بين الخامسة والأربعون حتى الرابعة والستون، ونسبة 12.3% كانت ضمن فئة الخامسة والستون عاماً فما فوق. يوجد لكل 100 أنثى 101.7 ذكر، ويوجد لكل 100 أنثى في الثامنة عشر من عمرها فما فوق 100.8 ذكر.
بلغ متوسط دخل الأسرة في البلدة 36,458 دولار، أما متوسط دخل العائلة فبلغ 42,788 دولار. وكان متوسط دخل الذكور 32,500 دولار مقابل 22,614 دولار للإناث. وسجل دخل الفرد الخاص بالبلدة 15,799 دولار. وكانت نسبة 10.1% من العائلات ونسبة 13.5% من السكان تحت خط الفقر، وكان من هؤلاء نسبة 12.7% تحت سن الثامنة عشر ونسبة 18.7% في الخامسة والستين من العمر وما فوق.

### تعداد عام 2010
بلغ عدد سكان إينفيلد 1,607 نسمة بحسب تعداد عام 2010، وبلغ عدد الأسر 650 أسرة وعدد العائلات 461 عائلة مقيمة في البلدة. في حين سجلت الكثافة السكانية 57.9 نسمة لكل ميل مربع (22.4/كم2). وبلغ عدد الوحدات السكنية 937 وحدة بمتوسط كثافة قدره 33.8 لكل ميل مربع (13.1/كم2).
وتوزع التركيب العرقي للبلدة بنسبة 97.6% من البيض و 1.2% من الأمريكيين الأصليين و 0.1% من الأمريكيين الأفارقة و 0.9% من عرقين مختلطين أو أكثر.
بلغ عدد الأسر 650 أسرة كانت نسبة 27.7% منها لديها أطفال تحت سن الثامنة عشر تعيش معهم، وبلغت نسبة الأزواج القاطنين مع بعضهم البعض 58.6% من أصل المجموع الكلي للأسر، ونسبة 8.2% من الأسر كان لديها معيلات من الإناث دون وجود شريك، بينما كانت نسبة 4.2% من الأسر لديها معيلون من الذكور دون وجود شريكة وكانت نسبة 29.1% من غير العائلات. تألفت نسبة 20.5% من أصل جميع الأسر من أفراد ونسبة 9.1% كانوا يعيش معهم شخص وحيد يبلغ من العمر 65 عاماً فما فوق. وبلغ متوسط حجم الأسرة المعيشية 2.85، أما متوسط حجم العائلات فبلغ 2.47.
بلغ العمر الوسطي للسكان 44.3 عاماً. وكانت نسبة 20.5% من القاطنين تحت سن الثامنة عشر، وكانت نسبة 7.6% بين الثامنة عشر والأربعة وعشرون عاماً، ونسبة 22.8% كانت واقعةً في الفئة العمرية ما بين الخامسة والعشرون حتى والأربعة وأربعون عاماً، ونسبة 32.4% كانت ما بين الخامسة والأربعون حتى الرابعة والستون، ونسبة 16.7% كانت ضمن فئة الخامسة والستون عاماً فما فوق. وتوزع التركيب الجنسي للسكان بنسبة 48.3% ذكور و51.7% إناث.